# Arie William Grossman
Arie William Grossman (...) è un astronomo statunitense.
Lavora all'Università del Maryland di College Park.
Il Minor Planet Center gli accredita la scoperta dell'asteroide 3694 Sharon effettuata il 27 settembre 1984.